# Bastione di Campo Marzo
Il bastione di Campo Marzo è un baluardo situato lungo le mura magistrali di Verona, sulla sinistra d'Adige, progettato dall'ingegner Francesco Malacreda.

## Storia e descrizione
In un primo momento era presente la cinta muraria scaligera, commissionata da Alberto della Scala e realizzata tra 1287 e 1289. Il bastione venne quindi edificato su progetto dell'ingegnere veronese Francesco Malacreda nel 1565, nell'ambito del rafforzamento da parte della Repubblica di Venezia delle fortificazioni di Verona, che aveva l'obiettivo di renderle più adatte all'introduzione della polvere da sparo. Successivamente, tra 1839 e 1840, vi fu il rafforzamento del bastione e l'adattamento alle nuove esigenze difensive.
Si tratta pertanto di un grande bastione di muratura e terra, a tracciato pentagonale asimmetrico, munito di piazze basse disposte nei due fianchi, utilizzate dalle artiglierie a cielo aperto, anche se originariamente solo il fianco sinistro era protetto da un orecchione arrotondato. Il muro di rivestimento, con paramento di laterizio, è a scarpa, ossia in pendenza, sino all'altezza della cordonatura di pietra, mentre al di sopra di questa di eleva il parapetto di terra. L'integrazione ottocentesca aggiunse un orecchione anche sul fianco destro, formato da un muro distaccato rivestito con blocchi di tufo a opus poligonale, a protezione della nuova sortita. Sul fronte principale il muro distaccato è anche munito di caponiera per la difesa della faccia destra del bastione. Nel piazzale del bastione una grande polveriera conservava le riserve per il tempo di guerra.
In prossimità del bastione, lungo la cortina muraria tra questo e il bastione delle Maddalene, nel 1865 venne realizzata la porta di Campofiore, su disegno di Anton Naredi Reiner, per mettere in comunicazione il nuovo stabilimento militare della provianda di Santa Marta con la stazione ferroviaria di Porta Vescovo.